# PfSense
O pfSense é open source, licenciado sob BSD license, baseado no sistema operacional FreeBSD e adaptado para assumir o papel de um firewall e/ou roteador de redes. O nome deriva do fato que o software utiliza a tecnologia packet-filtering. Ele possui recursos que muitas vezes, só encontrada em firewalls comerciais caros, já que podemos realizar com o pfSense a imensa maioria das atividades que esperamos de sistemas com este título.
O projeto pfSense foi concebido em meados de setembro de 2004 por Chris Buechler e Scott Ullrich. Chris foi um colaborador assíduo de códigos por muito tempo do projeto m0n0wall. O m0n0wall tem basicamente as mesmas pretensões técnicas do pfSense, mas desde o seu surgimento até o fim de seu desenvolvimento, seu foco foi em appliances.
A desvantagem do m0n0wall foi  de ser um sistema contido em si e voltado para dispositivos que pudessem rodá-lo diretamente da memória principal. Não é possível instalá-lo em um sistema de arquivos comum em um disco rígido, por exemplo. Daí muitas funções desejáveis para sistemas mais complexos (VPN, suporte a modems 3G, autenticação de usuários, proxy, IDS, etc.) não podem ser razoavelmente implementadas nele.
Diante de tal cenário,  Chris Buechler e Scott Ullrich resolveram criar um projeto baseado em todas as funcionalidades existentes no m0n0wall, porém com melhorias na interface web de configuração e uma aproximação com as versões mais recentes do FreeBSD (sistema base). O sistema conquistou usuários por ser extremamente organizado e agregar uma série de funcionalidades com fácil acesso, permitindo à um leigo que tenha conhecimentos básicos de redes, instalar e gerenciar um sistema pfSense.
Com isso muitas empresas passaram a usar appliance firewall pfSense pela sua facilidade de uso e robustez, já que ele fornece ferramentas que grandes marcas famosas possuem, porém de forma gratuita, principalmente as pequenas e médias empresas (PMEs), foram adotando esse sistema dentro do seu ambiente de TI.

## Mudança de sistema operacional / arquitetura na Versão 2.4.x
- Atualização do sistema operacional básico para FreeBSD 11.1-RELEASE-p1
- Adicionado suporte para sistemas baseados em ARM da Netgate, como o SG-1000
- Suporte de 32 bits foi obsoleto e removido - Não há imagens disponíveis para sistemas de arquitetura Intel de 32 bits (x86 / i386)
- O NanoBSD foi reprovado e removido - Não há imagens disponíveis para o NanoBSD.
- Para sistemas de 64 bits que executam o NanoBSD, consulte Atualizando NanoBSD 2.3 para 2.4 de 64 bits para obter informações sobre como atualizar no local do NanoBSD para uma instalação completa

O x86 de 32 bits e o NanoBSD foram obsoletos e não são suportados em 2.4. O hardware capaz de executar imagens de 64 bits deve ser reinstalado com uma versão de 64 bits. As instalações do NanoBSD em hardware de 64 bits devem ser reinstaladas como uma instalação completa.
O hardware x86 de 32 bits pode continuar a executar o software pfSense versão 2.3.x, que receberá atualizações de segurança pelo menos um ano após o 2.4.0-RELEASE. Para usar o ZFS, é necessária uma reinstalação do sistema operacional. Não é possível atualizar no local do UFS para o ZFS neste momento. As interfaces sem fio devem ser criadas na guia Sem fio em Interfaces> Atribuições antes que elas estejam disponíveis para atribuição Os firewalls que utilizam 6RD para conectividade WAN IPv6 podem exigir novos testes para garantir que o fluxo de tráfego e o monitoramento funcionem corretamente, veja # 7272 Alguns dispositivos de hardware podem não inicializar imagens de instalação 2.4.0, por exemplo, devido a mudanças de compatibilidade UEFI. Estes são principalmente problemas de BIOS e não problemas com as imagens do instalador. Atualizar no local a partir de 2.3.x normalmente permite que o hardware afetado execute a versão 2.4. Para atualizar Firewalls no local que estão executando o software pfSense versão 2.2.x ou anterior, primeiro atualize o firewall para o pfSense 2.3.4 e, em seguida, execute uma atualização para o pfSense 2.4.0 depois. Alternativamente, reinstale 2.4.0 diretamente e restaure a Configuração.